# 구게촌 (효고현)
구게촌(久下村)은 효고현 히카미군에 설치되었던 촌이다. 현재의 단바시에 해당한다.

## 역사
- 1889년 4월 1일 - 정촌제 시행에 의해 11촌의 구역을 가지고 성립하였다.
- 1955년 4월 1일 - 오가와촌, 가미쿠게촌, 시모쿠게촌과 합병해 산난정이 성립, 동일 구게촌은 폐지되었다.

## 교통

### 철도
- 일본국유철도
  - 후쿠치야마선
  - 가코가와선

## 참고문헌
- 角川日本地名大辞典 28 兵庫県